# Férfi 400 méteres síkfutás a 2024. évi nyári olimpiai játékokon
A 2024. évi nyári olimpiai játékokon az atlétika férfi 400 méteres síkfutás versenyszámát augusztus 4. és augusztus 7. között rendezték a párizsi Stade de France-ban. Az aranyérmet az amerikai Quincy Hall nyerte.
Ez a versenyszám 30. alkalommal szerepelt az olimpiai programban. Egy magyar indult a versenyen, Molnár Attila előfutamában hatodik, a vigaszágon pedig harmadik lett és nem jutott elődöntőbe.

## Rekordok
A versenyt megelőzően a következő rekordok voltak érvényben:
| Világrekord     | Wayde van Niekerk (RSA) | 43,03 | Rio de Janeiro, Brazília | 2016. augusztus 14. |
| Olimpiai rekord | Wayde van Niekerk (RSA) | 43,03 | Rio de Janeiro, Brazília | 2016. augusztus 14. |

## Eredmények
Az időeredmények másodpercben értendők. A rövidítések jelentése a következő:
| - OR: olimpiai rekord - AR: kontinens rekord - NR: országos rekord - PB: egyéni legjobb eredménye - SB: 2024-ben az addigi legjobb eredménye | - DQ: kizárták - DNS: nem indult a futamon - DNF: nem ért célba - Q: helyezés alapján továbbjutott - q: időeredmény alapján továbbjutott |

### Előfutamok
Minden előfutam első három helyezettje automatikusan az elődöntőbe jutott. A többi célbaérkező a vigaszágon folytathatta a versenyzést.
1. előfutam
| H  | Pálya | Név                       | Nemzet           | E     | Mj |
| -- | ----- | ------------------------- | ---------------- | ----- | -- |
| 1. | 6     | Matthew Hudson-Smith      | Nagy-Britannia   | 44,78 | Q  |
| 2. | 3     | Christopher Bailey        | Egyesült Államok | 44,89 | Q  |
| 3. | 4     | Håvard Bentdal Ingvaldsen | Norvégia         | 45,46 | Q  |
| 4. | 7     | Chidi Okezie              | Nigéria          | 45,52 |    |
| 5. | 2     | Szató Kentaró             | Japán            | 45,60 |    |
| 6. | 8     | Olekszandr Pohorilko      | Ukrajna          | 45,71 |    |
| 7. | 5     | Deandre Watkin            | Jamaica          | 45,97 |    |

2. előfutam
| H  | Pálya | Név                 | Nemzet             | E     | Mj    |
| -- | ----- | ------------------- | ------------------ | ----- | ----- |
| 1. | 6     | Michael Norman      | Egyesült Államok   | 44,10 | Q, SB |
| 2. | 9     | Jereem Richards     | Trinidad és Tobago | 44,31 | Q     |
| 3. | 2     | Busang Kebinatshipi | Botswana           | 44,45 | Q, PB |
| 4. | 8     | Ammar Ibrahim       | Katar              | 44,66 | PB    |
| 5. | 5     | Sean Bailey         | Jamaica            | 44,68 |       |
| 6. | 4     | Molnár Attila       | Magyarország       | 45,24 |       |
| 7. | 7     | Anthony Zambrano    | Kolumbia           | 45,49 |       |
| 8. | 3     | Michael Joseph      | Saint Lucia        | 45,69 |       |

3. előfutam
| H  | Pálya | Név                    | Nemzet                  | E     | Mj |
| -- | ----- | ---------------------- | ----------------------- | ----- | -- |
| 1. | 3     | Muzala Samukonga       | Zambia                  | 44,56 | Q  |
| 2. | 2     | Bayapo Ndori           | Botswana                | 44,87 | Q  |
| 3. | 8     | Luca Sito              | Olaszország             | 44,99 | Q  |
| 4. | 5     | Jean Paul Bredau       | Németország             | 45,07 |    |
| 5. | 7     | Dylan Borlée           | Belgium                 | 45,36 |    |
| 6. | 9     | Nakadzsima Juki Joseph | Japán                   | 45,37 |    |
| 7. | 6     | Lythe Pillay           | Dél-afrikai Köztársaság | 45,60 |    |
| 8. | 4     | Matěj Krsek            | Csehország              | 45,71 |    |

4. előfutam
| H  | Pálya | Név              | Nemzet                | E     | Mj    |
| -- | ----- | ---------------- | --------------------- | ----- | ----- |
| 1. | 7     | Quincy Hall      | Egyesült Államok      | 44,28 | Q     |
| 2. | 5     | Samuel Ogazi     | Nigéria               | 44,50 | Q, PB |
| 3. | 6     | Reece Holder     | Ausztrália            | 44,53 | Q, PB |
| 4. | 8     | Jonathan Sacoor  | Belgium               | 45,08 |       |
| 5. | 2     | Alexander Ogando | Dominikai Köztársaság | 45,11 | SB    |
| 6. | 3     | Elián Larregina  | Argentína             | 47,80 |       |
|    | 4     | Steven Gardiner  | Bahama-szigetek       | DNS   |       |

5. előfutam
| H  | Pálya | Név                          | Nemzet                  | E     | Mj    |
| -- | ----- | ---------------------------- | ----------------------- | ----- | ----- |
| 1. | 6     | Kirani James                 | Grenada                 | 44,78 | Q     |
| 2. | 8     | Christopher Morales Williams | Kanada                  | 44,96 | Q     |
| 3. | 9     | Aruna Darshana               | Srí Lanka               | 44,99 | Q, PB |
| 4. | 4     | Zakithi Nene                 | Dél-afrikai Köztársaság | 45,01 |       |
| 5. | 7     | Leungo Scotch                | Botswana                | 45,28 |       |
| 6. | 3     | Lionel Spitz                 | Svájc                   | 45,81 |       |
| 7. | 5     | Lucas Carvalho               | Brazília                | 45,85 |       |
| 8. | 2     | Davide Re                    | Olaszország             | 46,74 |       |

6. előfutam
| H  | Pálya | Név                  | Nemzet         | E     | Mj |
| -- | ----- | -------------------- | -------------- | ----- | -- |
| 1. | 5     | Charlie Dobson       | Nagy-Britannia | 44,96 | Q  |
| 2. | 7     | Alexander Doom       | Belgium        | 45,01 | Q  |
| 3. | 3     | Jevaughn Powell      | Jamaica        | 45,12 | Q  |
| 4. | 9     | João Coelho          | Portugália     | 45,35 | SB |
| 5. | 2     | Cheikh Tidiane Diouf | Szenegál       | 45,59 |    |
| 6. | 8     | Szató Fúga           | Japán          | 46,13 |    |
| 7. | 4     | Gilles Biron         | Franciaország  | 46,19 |    |
|    | 6     | Zablon Ekwam         | Kenya          | DNF   |    |

### Vigaszág
Minden vigaszági futam első helyezettje az elődöntőbe jutott. Az összesített eredmények alapján további két futó került az elődöntőbe.
1. futam
| H  | Pálya | Név             | Nemzet        | E     | Mj |
| -- | ----- | --------------- | ------------- | ----- | -- |
| 1. | 4     | Elián Larregina | Argentína     | 45,36 | Q  |
| 2. | 8     | Gilles Biron    | Franciaország | 45,87 |    |
| 3. | 3     | Lucas Carvalho  | Brazília      | 46,24 |    |
|    | 7     | Davide Re       | Olaszország   | DNS   |    |
|    | 2     | Jonathan Sacoor | Belgium       | DNS   |    |
|    | 6     | Szató Fúga      | Japán         | DNS   |    |
|    | 5     | Deandre Watkin  | Jamaica       | DNS   |    |

2. futam
| H  | Pálya | Név                    | Nemzet                  | E     | Mj |
| -- | ----- | ---------------------- | ----------------------- | ----- | -- |
| 1. | 5     | Lythe Pillay           | Dél-afrikai Köztársaság | 45,40 | Q  |
| 2. | 7     | Matěj Krsek            | Csehország              | 45,53 | PB |
| 3. | 3     | Olekszandr Pohorilko   | Ukrajna                 | 45,59 |    |
| 4. | 6     | Michael Joseph         | Saint Lucia             | 45,64 |    |
| 5. | 4     | Chidi Okezie           | Nigéria                 | 45,92 |    |
|    | 2     | Nakadzsima Juki Joseph | Japán                   | DNS   |    |
|    | 8     | Alexander Ogando       | Dominikai Köztársaság   | DNS   |    |

3. futam
| H  | Pálya | Név              | Nemzet                  | E     | Mj |
| -- | ----- | ---------------- | ----------------------- | ----- | -- |
| 1. | 4     | Zakithi Nene     | Dél-afrikai Köztársaság | 44,81 | Q  |
| 2. | 6     | Leungo Scotch    | Botswana                | 45,33 | q  |
| 3. | 3     | Molnár Attila    | Magyarország            | 45,45 |    |
| 4. | 5     | Lionel Spitz     | Svájc                   | 45,51 |    |
|    | 8     | Szató Kentaró    | Japán                   | DNS   |    |
|    | 7     | Anthony Zambrano | Kolumbia                | DNS   |    |

4. futam
| H  | Pálya | Név                  | Nemzet      | E     | Mj     |
| -- | ----- | -------------------- | ----------- | ----- | ------ |
| 1. | 3     | Ammar Ibrahim        | Katar       | 44,77 | Q      |
| 2. | 8     | Cheikh Tidiane Diouf | Szenegál    | 45,03 | q, =PB |
| 3. | 3     | Jean Paul Bredau     | Németország | 45,40 |        |
| 4. | 7     | Dylan Borlée         | Belgium     | 45,51 |        |
| 5. | 4     | João Coelho          | Portugália  | 45,64 |        |
|    | 5     | Sean Bailey          | Jamaica     | DNF   |        |

### Elődöntők
Minden elődöntő első két helyezettje automatikusan az elődöntőbe jutott. Az összesített eredmények alapján további két futó került a döntőbe.
1. elődöntő
| H  | Pálya | Név                       | Nemzet             | E       | Mj |
| -- | ----- | ------------------------- | ------------------ | ------- | -- |
| 1. | 5     | Quincy Hall               | Egyesült Államok   | 43,95   | Q  |
| 2. | 7     | Jereem Richards           | Trinidad és Tobago | 44,33   | Q  |
| 3. | 4     | Busang Kebinatshipi       | Botswana           | 44,43   |    |
| 4. | 8     | Charlie Dobson            | Nagy-Britannia     | 44,48   | PB |
| 5. | 3     | Ammar Ibrahim             | Katar              | 44,63   | PB |
| 6. | 2     | Cheikh Tidiane Diouf      | Szenegál           | 44,94   | NR |
| 7. | 9     | Håvard Bentdal Ingvaldsen | Norvégia           | 45,60   |    |
| 8. | 6     | Alexander Doom            | Belgium            | 1:55,10 |    |

2. elődöntő
| H  | Pálya | Név                | Nemzet                  | E     | Mj    |
| -- | ----- | ------------------ | ----------------------- | ----- | ----- |
| 1. | 8     | Kirani James       | Grenada                 | 43,78 | Q, SB |
| 2. | 5     | Muzala Samukonga   | Zambia                  | 43,81 | Q, NR |
| 3. | 6     | Christopher Bailey | Egyesült Államok        | 44,31 | q, PB |
| 4. | 7     | Bayapo Ndori       | Botswana                | 44,43 |       |
| 5. | 9     | Luca Sito          | Olaszország             | 45,01 |       |
| 6. | 2     | Elián Larregina    | Argentína               | 45,02 |       |
| 7. | 3     | Lythe Pillay       | Dél-afrikai Köztársaság | 45,24 |       |
|    | 4     | Aruna Darshana     | Srí Lanka               | DQ    |       |

3. elődöntő
| H  | Pálya | Név                          | Nemzet                  | E     | Mj    |
| -- | ----- | ---------------------------- | ----------------------- | ----- | ----- |
| 1. | 7     | Matthew Hudson-Smith         | Nagy-Britannia          | 44,07 | Q     |
| 2. | 6     | Michael Norman               | Egyesült Államok        | 44,26 | Q     |
| 3. | 5     | Samuel Ogazi                 | Nigéria                 | 44,41 | q, PB |
| 4. | 9     | Jevaughn Powell              | Jamaica                 | 44,91 |       |
| 5. | 4     | Reece Holder                 | Ausztrália              | 44,94 |       |
| 6. | 3     | Zakithi Nene                 | Dél-afrikai Köztársaság | 45,06 |       |
| 7. | 2     | Leungo Scotch                | Botswana                | 45,16 |       |
| 8. | 8     | Christopher Morales Williams | Kanada                  | 45,25 |       |

### Döntő
| H     | Pálya | Név                  | Nemzet             | E     | Mj     |
| ----- | ----- | -------------------- | ------------------ | ----- | ------ |
| Arany | 8     | Quincy Hall          | Egyesült Államok   | 43,40 | PB, WL |
| Ezüst | 6     | Matthew Hudson-Smith | Nagy-Britannia     | 43,44 | AR     |
| Bronz | 7     | Muzala Samukonga     | Zambia             | 43,74 | NR     |
| 4.    | 9     | Jereem Richards      | Trinidad és Tobago | 43,78 | NR     |
| 5.    | 5     | Kirani James         | Grenada            | 43,87 |        |
| 6.    | 2     | Christopher Bailey   | Egyesült Államok   | 44,58 |        |
| 7.    | 3     | Samuel Ogazi         | Nigéria            | 44,73 |        |
| 8.    | 4     | Michael Norman       | Egyesült Államok   | 45,62 |        |